# Gran Premio di superbike di Jerez 2021
Il Gran Premio di superbike di Jerez 2021 è stato la decima prova del mondiale superbike del 2021. Nello stesso fine settimana si sono corsi la nona prova del campionato mondiale Supersport e la settima prova del campionato mondiale Supersport 300.
Le due gare del mondiale Superbike sono state vinte da Toprak Razgatlıoğlu, la gara del mondiale Supersport è stata vinta da Dominique Aegerter, mentre quelle del mondiale Supersport 300 sono andate a Jeffrey Buis in gara 1 e Bahattin Sofuoğlu in gara 2.
A causa di un incidente avvenuto in gara 1 del mondiale Supersport 300 muore il pilota spagnolo Dean Berta Viñales, a seguito dell'incidente mortale, le gare previste il sabato (gara 1 Superbike e Supersport) vengono cancellate. La domenica invece si decide di correre regolarmente, svolgendo gara 2 del mondiale Supersport 300, la gara del mondiale Supersport e due gare del mondiale Superbike, pertanto delle gare previste non vengono effettuate la gara Superpole della Superbike e la seconda gara del mondiale Supersport.

## Superbike gara 1

### Arrivati al traguardo
| Pos. | Nº | Pilota               | Squadra                         | Motocicletta         | Giri | Tempo     | Griglia | Punti |
| ---- | -- | -------------------- | ------------------------------- | -------------------- | ---- | --------- | ------- | ----- |
| 1º   | 54 | Toprak Razgatlıoğlu  | Pata Yamaha with Brixx          | Yamaha YZF R1        | 20   | 33'37.061 | 1º      | 25    |
| 2º   | 1  | Jonathan Rea         | Kawasaki Racing                 | Kawasaki ZX-10RR     | 20   | +1.225    | 3º      | 20    |
| 3º   | 45 | Scott Redding        | Aruba.it Racing - Ducati        | Ducati Panigale V4 R | 20   | +2.791    | 4º      | 16    |
| 4º   | 55 | Andrea Locatelli     | Pata Yamaha with Brixx          | Yamaha YZF R1        | 20   | +3.227    | 6º      | 13    |
| 5º   | 19 | Álvaro Bautista      | Team HRC                        | Honda CBR1000 RR-R   | 20   | +8.652    | 9º      | 11    |
| 6º   | 11 | Loris Baz            | Team GoEleven                   | Ducati Panigale V4 R | 20   | +10.414   | 7º      | 10    |
| 7º   | 60 | Michael van der Mark | BMW Motorrad                    | BMW M 1000 RR        | 20   | +12.294   | 13º     | 9     |
| 8º   | 47 | Axel Bassani         | Motocorsa Racing                | Ducati Panigale V4 R | 20   | +12.384   | 12º     | 8     |
| 9º   | 22 | Alex Lowes           | Kawasaki Racing                 | Kawasaki ZX-10RR     | 20   | +13.478   | 2º      | 7     |
| 10º  | 31 | Garrett Gerloff      | GRT Yamaha                      | Yamaha YZF R1        | 20   | +15.594   | 10º     | 6     |
| 11º  | 91 | Leon Haslam          | Team HRC                        | Honda CBR1000 RR-R   | 20   | +24.783   | 8º      | 5     |
| 12º  | 50 | Eugene Laverty       | BMW Motorrad                    | BMW M 1000 RR        | 20   | +26.917   | 15º     | 4     |
| 13º  | 3  | Kōta Nozane          | GRT Yamaha                      | Yamaha YZF R1        | 20   | +27.252   | 16º     | 3     |
| 14º  | 94 | Jonas Folger         | Bonovo MGM Racing               | BMW M 1000 RR        | 20   | +30.594   | 14º     | 2     |
| 15º  | 23 | Christophe Ponsson   | Gil Motor Sport-Yamaha          | Yamaha YZF R1        | 20   | +31.317   | 20º     | 1     |
| 16º  | 17 | Marvin Fritz         | IXS-YART Yamaha                 | Yamaha YZF R1        | 20   | +35.902   | 18º     |       |
| 17º  | 84 | Loris Cresson        | Outdo TPR Team Pedercini Racing | Kawasaki ZX-10RR     | 20   | +48.269   | 21º     |       |
| 18º  | 9  | Andrea Mantovani     | Vince64                         | Kawasaki ZX-10RR     | 20   | +49.932   | 19º     |       |
| 19º  | 83 | Lachlan Epis         | Outdo TPR Team Pedercini Racing | Kawasaki ZX-10RR     | 16   | +4 giri   | 22º     |       |

### Ritirati
| Nº | Pilota                | Squadra                  | Motocicletta         | Giri | Griglia |
| -- | --------------------- | ------------------------ | -------------------- | ---- | ------- |
| 36 | Leandro Mercado       | MIE Racing Honda Racing  | Honda CBR1000 RR-R   | 12   | 11º     |
| 21 | Michael Ruben Rinaldi | Aruba.it Racing - Ducati | Ducati Panigale V4 R | 4    | 5º      |
| 76 | Samuele Cavalieri     | Barni Racing             | Ducati Panigale V4 R | 4    | 17º     |

## Superbike gara 2

### Arrivati al traguardo
| Pos. | Nº | Pilota                | Squadra                         | Motocicletta         | Giri | Tempo     | Griglia | Punti |
| ---- | -- | --------------------- | ------------------------------- | -------------------- | ---- | --------- | ------- | ----- |
| 1º   | 54 | Toprak Razgatlıoğlu   | Pata Yamaha with Brixx          | Yamaha YZF R1        | 20   | 33'49.883 | 1º      | 25    |
| 2º   | 45 | Scott Redding         | Aruba.it Racing - Ducati        | Ducati Panigale V4 R | 20   | +0.113    | 3º      | 20    |
| 3º   | 19 | Álvaro Bautista       | Team HRC                        | Honda CBR1000 RR-R   | 20   | +4.247    | 8º      | 16    |
| 4º   | 55 | Andrea Locatelli      | Pata Yamaha with Brixx          | Yamaha YZF R1        | 20   | +5.172    | 5º      | 13    |
| 5º   | 1  | Jonathan Rea          | Kawasaki Racing                 | Kawasaki ZX-10RR     | 20   | +6.339    | 2º      | 11    |
| 6º   | 47 | Axel Bassani          | Motocorsa Racing                | Ducati Panigale V4 R | 20   | +7.780    | 11º     | 10    |
| 7º   | 21 | Michael Ruben Rinaldi | Aruba.it Racing - Ducati        | Ducati Panigale V4 R | 20   | +11.035   | 4º      | 9     |
| 8º   | 60 | Michael van der Mark  | BMW Motorrad                    | BMW M 1000 RR        | 20   | +11.993   | 12º     | 8     |
| 9º   | 11 | Loris Baz             | Team GoEleven                   | Ducati Panigale V4 R | 20   | +12.311   | 6º      | 7     |
| 10º  | 31 | Garrett Gerloff       | GRT Yamaha                      | Yamaha YZF R1        | 20   | +16.651   | 9º      | 6     |
| 11º  | 50 | Eugene Laverty        | BMW Motorrad                    | BMW M 1000 RR        | 20   | +27.224   | 14º     | 5     |
| 12º  | 91 | Leon Haslam           | Team HRC                        | Honda CBR1000 RR-R   | 20   | +27.266   | 7º      | 4     |
| 13º  | 94 | Jonas Folger          | Bonovo MGM Racing               | BMW M 1000 RR        | 20   | +27.713   | 13º     | 3     |
| 14º  | 76 | Samuele Cavalieri     | Barni Racing                    | Ducati Panigale V4 R | 20   | +33.438   | 16º     | 2     |
| 15º  | 36 | Leandro Mercado       | MIE Racing Honda Racing         | Honda CBR1000 RR-R   | 20   | +46.941   | 10º     | 1     |
| 16º  | 17 | Marvin Fritz          | IXS-YART Yamaha                 | Yamaha YZF R1        | 20   | +47.308   | 17º     |       |
| 17º  | 9  | Andrea Mantovani      | Vince64                         | Kawasaki ZX-10RR     | 20   | +54.670   | 18º     |       |
| 18º  | 83 | Lachlan Epis          | Outdo TPR Team Pedercini Racing | Kawasaki ZX-10RR     | 17   | +3 giri   | 21º     |       |

### Ritirati
| Nº | Pilota             | Squadra                         | Motocicletta     | Giri | Griglia |
| -- | ------------------ | ------------------------------- | ---------------- | ---- | ------- |
| 84 | Loris Cresson      | Outdo TPR Team Pedercini Racing | Kawasaki ZX-10RR | 4    | 20º     |
| 3  | Kōta Nozane        | GRT Yamaha                      | Yamaha YZF R1    | 3    | 15º     |
| 23 | Christophe Ponsson | Gil Motor Sport-Yamaha          | Yamaha YZF R1    | 0    | 19º     |

## Supersport

### Arrivati al traguardo
| Pos. | Nº | Pilota              | Squadra                            | Motocicletta     | Giri | Tempo     | Griglia | Punti |
| ---- | -- | ------------------- | ---------------------------------- | ---------------- | ---- | --------- | ------- | ----- |
| 1º   | 77 | Dominique Aegerter  | Ten Kate Racing Yamaha             | Yamaha YZF R6    | 17   | 29'13.083 | 2º      | 25    |
| 2º   | 5  | Philipp Öttl        | Kawasaki Puccetti Racing           | Kawasaki ZX-6R   | 17   | +9.609    | 1º      | 20    |
| 3º   | 66 | Niki Tuuli          | MV Agusta Corse Clienti            | MV Agusta F3 675 | 17   | +10.251   | 6º      | 16    |
| 4º   | 81 | Manuel González     | Yamaha ParkinGo                    | Yamaha YZF R6    | 17   | +11.861   | 4º      | 13    |
| 5º   | 94 | Federico Caricasulo | Biblion Iberica Yamaha Motoxracing | Yamaha YZF R6    | 17   | +13.153   | 3º      | 11    |
| 6º   | 61 | Can Öncü            | Kawasaki Puccetti Racing           | Kawasaki ZX-6R   | 17   | +14.592   | 9º      | 10    |
| 7º   | 3  | Raffaele De Rosa    | Orelac Racing VerdNatura           | Kawasaki ZX-6R   | 17   | +14.993   | 8º      | 9     |
| 8º   | 4  | Steven Odendaal     | Evan Bros. Yamaha                  | Yamaha YZF R6    | 17   | +17.639   | 7º      | 8     |
| 9º   | 62 | Stefano Manzi       | GMT94 Yamaha                       | Yamaha YZF R6    | 17   | +18.175   | 10º     | 7     |
| 10º  | 16 | Jules Cluzel        | GMT94 Yamaha                       | Yamaha YZF R6    | 17   | +24.459   | 12º     | 6     |
| 11º  | 25 | Marcel Brenner      | VFT Racing                         | Yamaha YZF R6    | 17   | +26.090   | 16º     | 5     |
| 12º  | 38 | Hannes Soomer       | Kallio Racing                      | Yamaha YZF R6    | 17   | +28.561   | 15º     | 4     |
| 13º  | 56 | Péter Sebestyén     | Evan Bros. Yamaha                  | Yamaha YZF R6    | 17   | +29.335   | 17º     | 3     |
| 14º  | 22 | Federico Fuligni    | VFT Racing                         | Yamaha YZF R6    | 17   | +33.786   | 13º     | 2     |
| 15º  | 71 | Christoffer Bergman | Wojcik Racing                      | Yamaha YZF R6    | 17   | +38.184   | 19º     | 1     |
| 16º  | 96 | David Sanchis       | WRP Wepol Racing                   | Yamaha YZF R6    | 17   | +45.959   | 21º     |       |
| 17º  | 34 | Kevin Manfredi      | Altogo Racing                      | Yamaha YZF R6    | 17   | +46.191   | 14º     |       |
| 18º  | 6  | María Herrera       | Biblion Iberica Yamaha Motoxracing | Yamaha YZF R6    | 17   | +46.535   | 20º     |       |
| 19º  | 24 | Leonardo Taccini    | Orelac Racing VerdNatura           | Kawasaki ZX-6R   | 17   | +46.933   | 28º     |       |
| 20º  | 42 | Stéphane Frossard   | Moto Team Jura Vitesse             | Yamaha YZF R6    | 17   | +1'00.563 | 30º     |       |
| 21º  | 50 | Ondřej Vostatek     | IXS-YART Yamaha                    | Yamaha YZF R6    | 17   | +1'00.629 | 27º     |       |
| 22º  | 45 | Shogo Kawasaki      | G.A.P. Motozoo Racing by Puccetti  | Kawasaki ZX-6R   | 17   | +1'09.437 | 26º     |       |

### Ritirati
| Nº | Pilota                | Squadra                 | Motocicletta  | Giri | Griglia |
| -- | --------------------- | ----------------------- | ------------- | ---- | ------- |
| 21 | Randy Krummenacher    | CM Racing               | Yamaha YZF R6 | 16   | 5º      |
| 2  | Luigi Montella        | Chiodo Moto Racing      | Yamaha YZF R6 | 12   | 25º     |
| 55 | Galang Hendra Pratama | Ten Kate Racing Yamaha  | Yamaha YZF R6 | 11   | 22º     |
| 28 | Glenn van Straalen    | EAB Racing              | Yamaha YZF R6 | 6    | 11º     |
| 69 | Eduardo Montero       | DK Motorsport           | Yamaha YZF R6 | 6    | 29º     |
| 95 | Vertti Takala         | Kallio Racing           | Yamaha YZF R6 | 3    | 24º     |
| 40 | Unai Orradre          | Yamaha MS Racing        | Yamaha YZF R6 | 1    | 18º     |
| 26 | Martin Vugrinec       | Ferquest - Unior Racing | Yamaha YZF R6 | 0    | 23º     |

## Supersport 300 gara 1

### Arrivati al traguardo
| Pos. | Nº | Pilota             | Squadra                                  | Motocicletta       | Giri | Tempo     | Griglia | Punti |
| ---- | -- | ------------------ | ---------------------------------------- | ------------------ | ---- | --------- | ------- | ----- |
| 1º   | 1  | Jeffrey Buis       | MTM Kawasaki                             | Kawasaki Ninja 400 | 10   | 19'17.264 | 12º     | 25    |
| 2º   | 58 | Iñigo Iglesias     | SMW Racing                               | Kawasaki Ninja 400 | 10   | +0.113    | 4º      | 20    |
| 3º   | 54 | Bahattin Sofuoğlu  | Biblion Yamaha Motoxracing               | Yamaha YZF-R3      | 10   | +0.346    | 2º      | 16    |
| 4º   | 83 | Meikon Kawakami    | AD78 Team Brasil by MS Racing            | Yamaha YZF-R3      | 10   | +0.503    | 3º      | 13    |
| 5º   | 13 | Alvaro Diaz        | Arco-Motor University                    | Yamaha YZF-R3      | 10   | +0.637    | 18º     | 11    |
| 6º   | 46 | Samuel Di Sora     | Leader Team Flembbo                      | Kawasaki Ninja 400 | 10   | +0.699    | 9º      | 10    |
| 7º   | 99 | Adrián Huertas     | MTM Kawasaki                             | Kawasaki Ninja 400 | 10   | +0.817    | 1º      | 9     |
| 8º   | 61 | Yuta Okaya         | MTM Kawasaki                             | Kawasaki Ninja 400 | 10   | +0.944    | 8º      | 8     |
| 9º   | 41 | Marc García        | Prodina Team                             | Kawasaki Ninja 400 | 10   | +1.519    | 5º      | 7     |
| 10º  | 52 | Oliver König       | Movisio by MIE                           | Kawasaki Ninja 400 | 10   | +1.585    | 27º     | 6     |
| 11º  | 72 | Victor Steeman     | Freudenberg KTM                          | KTM RC 390 R       | 10   | +1.737    | 14º     | 5     |
| 12º  | 8  | Bruno Ieraci       | Prodina Team                             | Kawasaki Ninja 400 | 10   | +2.068    | 7º      | 4     |
| 13º  | 59 | Alessandro Zanca   | Kawasaki GP Project                      | Kawasaki Ninja 400 | 10   | +2.577    | 17º     | 3     |
| 14º  | 17 | Koen Meuffels      | MTM Kawasaki                             | Kawasaki Ninja 400 | 10   | +5.190    | 25º     | 2     |
| 15º  | 19 | Víctor Rodríguez   | Machado Came                             | Yamaha YZF-R3      | 10   | +5.288    | 36º     | 1     |
| 16º  | 26 | Mirko Gennai       | Brcorse                                  | Yamaha YZF-R3      | 10   | +5.840    | 29º     |       |
| 17º  | 98 | Alex Millán        | 2R Racing                                | Kawasaki Ninja 400 | 10   | +6.691    | 22º     |       |
| 18º  | 20 | Dorren Loureiro    | Fusport - Rt Motorsports by SKM Kawasaki | Kawasaki Ninja 400 | 10   | +7.832    | 21º     |       |
| 19º  | 94 | Facundo Llambias   | Machado Came                             | Yamaha YZF-R3      | 10   | +8.388    | 24º     |       |
| 20º  | 11 | Ana Carrasco       | Kawasaki Provec                          | Kawasaki Ninja 400 | 10   |           | 32º     |       |
| 21º  | 7  | Johan Gimbert      | Outdo TPR Team Pedercini Racing          | Kawasaki Ninja 400 | 10   |           | 37º     |       |
| 22º  | 35 | Yeray Saiz Marquez | Vinales Racing                           | Yamaha YZF-R3      | 10   |           | 35º     |       |
| 23º  | 53 | Petr Svoboda       | WRP Wepol Racing                         | Yamaha YZF-R3      | 10   |           | 34º     |       |
| 24º  | 97 | Filippo Palazzi    | ProGP Racing                             | Yamaha YZF-R3      | 10   |           | 26º     |       |
| 25º  | 93 | Marco Gaggi        | Biblion Yamaha Motoxracing               | Yamaha YZF-R3      | 10   |           | 33º     |       |
| 26º  | 15 | Alfonso Coppola    | Team Trasimeno                           | Yamaha YZF-R3      | 10   |           | 11º     |       |
| 27º  | 23 | Sylvain Markarian  | Leader Team Flembbo                      | Kawasaki Ninja 400 | 10   |           | 31º     |       |
| 28º  | 56 | Jonáš Kocourek     | Accolade Smrz Racing                     | Kawasaki Ninja 400 | 9    | +1 giro   | 40º     |       |
| 29º  | 55 | Antonio Frappola   | Chiodo Moto Racing                       | Kawasaki Ninja 400 | 9    | +1 giro   | 39º     |       |
| 30º  | 22 | Joel Romero        | SMW Racing                               | Kawasaki Ninja 400 | 9    | +1 giro   | 38º     |       |
| 31º  | 28 | Yeray Ruiz         | Yamaha MS Racing                         | Yamaha YZF-R3      | 9    | +1 giro   | 19º     |       |
| 32º  | 70 | Miguel Duarte      | Yamaha MS Racing                         | Yamaha YZF-R3      | 9    | +1 giro   | 41º     |       |
| 33º  | 18 | Indy Offer         | SMW Racing                               | Kawasaki Ninja 400 | 9    | +1 giro   | 42º     |       |

### Ritirati
| Nº | Pilota                 | Squadra                                  | Motocicletta       | Giri | Griglia |
| -- | ---------------------- | ---------------------------------------- | ------------------ | ---- | ------- |
| 88 | Daniel Mogeda          | Team#109 Kawasaki                        | Kawasaki Ninja 400 | 10   | 23º     |
| 43 | Harry Khouri           | Fusport - Rt Motorsports by SKM Kawasaki | Kawasaki Ninja 400 | 10   | 30º     |
| 25 | Dean Berta             | Vinales Racing                           | Yamaha YZF-R3      | 10   | 10º     |
| 2  | Alejandro Carrión      | Kawasaki GP Project                      | Kawasaki Ninja 400 | 10   | 28º     |
| 77 | Ruben Bijman           | Machado Came                             | Yamaha YZF-R3      | 6    | 20º     |
| 80 | Gabriele Mastroluca    | ProGP Racing                             | Yamaha YZF-R3      | 5    | 16º     |
| 85 | Kevin Sabatucci        | Kawasaki GP Project                      | Kawasaki Ninja 400 | 4    | 6º      |
| 73 | José Pérez González    | Accolade Smrz Racing                     | Kawasaki Ninja 400 | 4    | 13º     |
| 87 | Eliton Gohara Kawakami | AD78 Team Brasil by MS Racing            | Yamaha YZF-R3      | 4    | 15º     |

## Supersport 300 gara 2

### Arrivati al traguardo
| Pos. | Nº | Pilota            | Squadra                                  | Motocicletta       | Giri | Tempo     | Griglia | Punti |
| ---- | -- | ----------------- | ---------------------------------------- | ------------------ | ---- | --------- | ------- | ----- |
| 1º   | 54 | Bahattin Sofuoğlu | Biblion Yamaha Motoxracing               | Yamaha YZF-R3      | 13   | 24'47.326 | 2º      | 25    |
| 2º   | 58 | Iñigo Iglesias    | SMW Racing                               | Kawasaki Ninja 400 | 13   | +3.516    | 4º      | 20    |
| 3º   | 61 | Yuta Okaya        | MTM Kawasaki                             | Kawasaki Ninja 400 | 13   | +3.518    | 8º      | 16    |
| 4º   | 1  | Jeffrey Buis      | MTM Kawasaki                             | Kawasaki Ninja 400 | 13   | +3.520    | 11º     | 13    |
| 5º   | 41 | Marc García       | Prodina Team                             | Kawasaki Ninja 400 | 13   | +3.813    | 5º      | 11    |
| 6º   | 26 | Mirko Gennai      | Brcorse                                  | Yamaha YZF-R3      | 13   | +3.820    | 23º     | 10    |
| 7º   | 83 | Meikon Kawakami   | AD78 Team Brasil by MS Racing            | Yamaha YZF-R3      | 13   | +4.152    | 3º      | 9     |
| 8º   | 77 | Ruben Bijman      | Machado Came                             | Yamaha YZF-R3      | 13   | +4.264    | 16º     | 8     |
| 9º   | 94 | Facundo Llambias  | Machado Came                             | Yamaha YZF-R3      | 13   | +4.442    | 19º     | 7     |
| 10º  | 28 | Yeray Ruiz        | Yamaha MS Racing                         | Yamaha YZF-R3      | 13   | +4.500    | 15º     | 6     |
| 11º  | 52 | Oliver König      | Movisio by MIE                           | Kawasaki Ninja 400 | 13   | +4.724    | 21º     | 5     |
| 12º  | 17 | Koen Meuffels     | MTM Kawasaki                             | Kawasaki Ninja 400 | 13   | +4.785    | 20º     | 4     |
| 13º  | 85 | Kevin Sabatucci   | Kawasaki GP Project                      | Kawasaki Ninja 400 | 13   | +5.178    | 6º      | 3     |
| 14º  | 8  | Bruno Ieraci      | Prodina Team                             | Kawasaki Ninja 400 | 13   | +5.298    | 7º      | 2     |
| 15º  | 19 | Víctor Rodríguez  | Machado Came                             | Yamaha YZF-R3      | 13   | +5.364    | 28º     | 1     |
| 16º  | 20 | Dorren Loureiro   | Fusport - Rt Motorsports by SKM Kawasaki | Kawasaki Ninja 400 | 13   | +5.457    | 17º     |       |
| 17º  | 59 | Alessandro Zanca  | Kawasaki GP Project                      | Kawasaki Ninja 400 | 13   | +6.038    | 13º     |       |
| 18º  | 11 | Ana Carrasco      | Kawasaki Provec                          | Kawasaki Ninja 400 | 13   | +17.646   | 25º     |       |
| 19º  | 72 | Victor Steeman    | Freudenberg KTM                          | KTM RC 390 R       | 13   | +17.924   | 33º     |       |
| 20º  | 7  | Johan Gimbert     | Outdo TPR Team Pedercini Racing          | Kawasaki Ninja 400 | 13   | +18.702   | 29º     |       |
| 21º  | 93 | Marco Gaggi       | Biblion Yamaha Motoxracing               | Yamaha YZF-R3      | 13   | +18.872   | 26º     |       |
| 22º  | 2  | Alejandro Carrión | Kawasaki GP Project                      | Kawasaki Ninja 400 | 13   | +21.074   | 22º     |       |
| 23º  | 98 | Alex Millán       | 2R Racing                                | Kawasaki Ninja 400 | 13   | +21.096   | 18º     |       |
| 24º  | 56 | Jonáš Kocourek    | Accolade Smrz Racing                     | Kawasaki Ninja 400 | 13   | +38.220   | 30º     |       |
| 25º  | 22 | Joel Romero       | SMW Racing                               | Kawasaki Ninja 400 | 13   | +1'01.221 | 34º     |       |
| 26º  | 18 | Indy Offer        | SMW Racing                               | Kawasaki Ninja 400 | 13   | +1'21.673 | 32º     |       |
| 27º  | 70 | Miguel Duarte     | Yamaha MS Racing                         | Yamaha YZF-R3      | 13   | +1'21.854 | 31º     |       |

### Ritirati
| Nº | Pilota                 | Squadra                       | Motocicletta       | Giri | Griglia |
| -- | ---------------------- | ----------------------------- | ------------------ | ---- | ------- |
| 87 | Eliton Gohara Kawakami | AD78 Team Brasil by MS Racing | Yamaha YZF-R3      | 12   | 12º     |
| 23 | Sylvain Markarian      | Leader Team Flembbo           | Kawasaki Ninja 400 | 5    | 24º     |
| 46 | Samuel Di Sora         | Leader Team Flembbo           | Kawasaki Ninja 400 | 4    | 9º      |
| 99 | Adrián Huertas         | MTM Kawasaki                  | Kawasaki Ninja 400 | 4    | 1º      |
| 53 | Petr Svoboda           | WRP Wepol Racing              | Yamaha YZF-R3      | 1    | 27º     |
| 15 | Alfonso Coppola        | Team Trasimeno                | Yamaha YZF-R3      | 0    | 10º     |